# Peter Sjöquist
Peter Göte Sjöquist, född 9 juni 1964 i Norrköping, är en svensk skådespelare, röstskådespelare och regissör. Han är far till röstskådespelarna Norea och Simon Sjöquist.

## Biografi
Tidigt började han träna dans, stepp och akrobatik. Som sjuttonåring blev han upptäckt av Gun Jönsson, som gav honom en av huvudrollerna i filmen Sova räv. Ett år senare kom han in på Teaterhögskolan i Stockholm och har medverkat i ett flertal radiopjäser sedan 1982. Han började senare att dubba tecknade filmer och TV-serier. Hans första roll var som den svenska rösten till Winston Zeddemore i The Real Ghostbusters. Han gjorde även rösterna till Michelangelo och Rocksteady i Media Dubbs svenska version av Teenage Mutant Ninja Turtles. Sjöquist har varit mycket aktiv inom sportdykning och var mellan åren 1997 och 2004 även instruktör på Stockholms dåvarande största dykskola. Han arbetar sedan 2004 som regissör på SDI Media (före detta Sun Studio) i Solna kommun. I vuxen ålder har Sjöquist fått diagnosen ADHD och delar med sig av sina egna tankar och upplevelser emellanåt på sociala medier.
Han är bosatt i Haninge kommun i Stockholms län.

## Filmografi
- 1982 - Sova räv (som Fredrik)
- 1986 - Krambjörnarna (röst)
- 1988 - Lackalänga (som Vidde)
- 1988 - The Real Ghostbusters (röst som Winston Zeddemore)
- 1988 - Fantastiske Max (röst som AB Sitter)
- 1990 – Werther
- 1990 - Teenage Mutant Hero Turtles (Media Dubb): Michelangelo, Rocksteady (säsong 3) med flera)
- 1990 - The Real Ghostbusters (röst som Winston Zeddemore)
- 1991 - Unge Robin Hood (röst som Robin Hood och Gilbert)
- 1991 - Den lilla sjöjungfruns äventyr (röst)
- 1991 - Pirater på mörka vatten (röst som Ren)
- 1992 - James Bond Junior (röst som IQ m.fl)
- 1992 - Porco Rosso (röst)
- 1992 - Familjen Addams (röst som grannens son, N.J.)
- 1992 - Stoppa duvan (alla röster utom chefen och berättaren)
- 1992 - Scooby-Doo, var är du! (gästroller)
- 1992 - Dog City (röst som Elliot Shag)
- 1992 - Batman (röst som Robin)
- 1993 - Biker Mice from Mars (röst till diverse biroller)
- 1993 – För brinnande livet
- 1993 - Mighty Morphin Power Rangers (röst till Billy Cranston, Goldar och Ernie)
- 1993 - Richard Scarrys äventyrsvärld (röst)
- 1994 - Spider-Man (röst som Elektro)
- 1995 - Anmäld försvunnen (som Robert Klinga)
- 1996 - Katten Gustaf (röst till Ådi, Mort, Gort, Lanolin, Ettan)
- 1997 - Kenny Starfighter (röst)
- 1997 - Bananmannen (röst till Eric och Bananmannen)
- 1997 - Nalle har ett stort blått hus (röst som Totte)
- 1998 - Monsterfarmen (röst)
- 1999 - Batman Beyond (röst som Harry, vakt, kidnappare)
- 2000 - Pokémon 2 - Ensam är stark (röst)
- 2000 - Familjen Flinta i Viva Rock Vegas (röst)
- 2001 - Samurai Jack (röst)
- 2002 - Jimmy Neutron (röst)
- 2002 - Våran Scooby-Doo (röst som Fred)
- 2002 - Smådeckarna
- 2003 - Bionicle: Ljusets mask (röst som Turaga Vakama)
- 2003 - Lilo & Stitch (TV-serie) (röst som Herr Jameson)
- 2004 - Harry Potter och fången från Azkaban (röst som Sirius Black)
- 2004 - Hajar som hajar (röst)
- 2004 - Barbie som prinsessan och tiggarflickan (röst som Wolfie)
- 2004 - SvampBob Fyrkant (röst)
- 2004 - Bionicle 2: Legenderna från Metru Nui (röst som Turaga Vakama)
- 2005 - Bionicle 3: Nät av skuggor (röst som Turaga Vakama)
- 2006 - Harry Potter och den flammande bägaren (röst som Sirius Black)
- 2007 - Bee Movie (Dialogregi)
- 2007 - Råttatouille (Dialogregi)
- 2007 - Harry Potter och Fenixorden (röst som Sirius Black)
- 2007 - Alvin och gänget (röst som Dave)
- 2008 – Asterix på olympiaden (röst som Schumix)
- 2008 - Kung Fu Panda (övriga röster)
- 2009 - Alvin och gänget 2 (röst som Dave)
- 2018 – Helt perfekt (TV-serie)
- 2019 - Lantisar
- 2023 – Padeldrömmar (TV-serie)

## Teater

### Roller (ej komplett)
| År   | Roll  | Produktion                                                              | Regi             | Teater            |
| ---- | ----- | ----------------------------------------------------------------------- | ---------------- | ----------------- |
| 1985 | David | Det var en lördag afton (Torch Song Trilogy) Harvey Fierstein           | Ronnie Hallgren  | Malmö Stadsteater |
| 1987 |       | Jaktscener från Nedre Bayern (Jagdszenen aus Niederbayern) Martin Sperr | Magnus Bergquist | Malmö stadsteater |
| 1988 |       | Bröderna Lejonhjärta Astrid Lindgren                                    | Eva Sköld        | Malmö stadsteater |